# Ancipitia
Ancipitia là một chi lan có nguồn gốc từ Nam Mỹ, hiện tại có 28 loài. Chi này từng được xem là một phần trong chi Pleurothallis và được công bố tách ra thành chi riêng vào năm 2004 nhưng vẫn chưa được tất cả các diễn đàn thực vật học chấp nhận.

## Các loài
- Ancipitia anceps (Luer) Luer
- Ancipitia anthrax (Luer & R. Escobar) Luer
- Ancipitia caniceps (Luer) Luer
- Ancipitia caprina (Luer & R. Escobar) Luer
- Ancipitia condorensis (Luer & Hirtz) Luer
- Ancipitia crocodiliceps (Rchb. f.) Luer
- Ancipitia cypelligera (Luer & Hirtz) Luer
- Ancipitia driessenii (Luer) Luer
- Ancipitia dunstervillei (Foldats) Luer
- Ancipitia duplex (Luer & R. Escobar) Luer
- Ancipitia eumecocaulon (Schltr.) Luer
- Ancipitia furcifera (Luer) Luer
- Ancipitia glochis (Luer & R. Escobar) Luer
- Ancipitia gratiosa (Rchb. f.) Luer
- Ancipitia harpago (Luer) Luer
- Ancipitia inornata (Luer & Hirtz) Luer
- Ancipitia jimii (Luer) Luer
- Ancipitia londonoi (Luer) Luer
- Ancipitia membracidoides (Luer) Luer
- Ancipitia niveoglobula (Luer) Luer
- Ancipitia odobeniceps (Luer) Luer
- Ancipitia onagriceps (Luer & Hirtz) Luer
- Ancipitia praecipua (Luer) Luer
- Ancipitia solium (Luer) Luer
- Ancipitia spathulipetala (Luer) Luer
- Ancipitia tetragona (Luer & R. Escobar) Luer
- Ancipitia viduata (Luer) Luer
- Ancipitia vorator (Luer & R. Vasquez) Luer